# Metanoato de heptila
Metanoato de heptila ou formiato de heptila é um composto orgânico de fórmula química C8H16O2, fórmula semidesenvolvida HCOO(CH2)6CH3  e massa molecular 144,21. É o éster do ácido fórmico (ácido metanóico) com o álcool heptanol. É utilizado como aroma pela indústria de alimentos e de perfumaria.